# Le Pavillon-Sainte-Julie
Le Pavillon-Sainte-Julie è un comune francese di 326 abitanti situato nel dipartimento dell'Aube nella regione del Grand Est.

## Società

### Evoluzione demografica
Abitanti censiti